# Félix Trinidad senior
Félix Trinidad senior ist ein ehemaliger puerto-ricanischer Boxer, Boxtrainer und -manager. Er war sowohl der einzige Manager als auch der einzige Trainer von seinem Sohn (der nach ihm benannt ist) und Hall of Famer Félix Trinidad.

## Profiboxkarriere
"El Diablito", so Trinidad seniors Kampfname, trat im Federgewicht an und verlor sein Profidebüt gegen Nick Ortiz Ende März im Jahre 1975 in einem auf 6 Runden angesetzten Kampf in der letzten Runde durch klassischen K. o.
1978 kämpfte Trinidad gegen Fernando Rivera um den puerto-ricanischen Meisterschaftsgürtel und gewann über 12 Runden nach Punkten. Dieser Titel war zugleich der einzige, den er als Boxer erringen konnte. Es folgten 4 Niederlagen nacheinander. Im Jahr 1981 absolvierte Trinidad seine letzten 2 Kämpfe; seinen vorletzten gewann er gegen Fernando Ortiz über 10 Runden nach Punkten. In seinem letzten Fight, welchen er nach Punkten verlor, ging es gegen Dagoberto Agosto zum zweiten Mal um die puerto-ricanische Meisterschaft. 

## Trainerkarriere
Trinidad seniors Karriere als Trainer wirkt enorm bescheiden im Vergleich zu seiner Boxkarriere. Zweifelsohne zählt Trinidad senior zu den beachtlichsten und erfolgreichsten Boxtrainern. Neben seinen Sohn machte Trinidad senior unter anderem seinen Landsmann Nelson Dieppa zum WBO-Weltmeister im Halbfliegengewicht. 
Unter den anderen Boxern, die er trainierte, gehören sein Neffe Juan Gomez Trinidad, Fres Oquendo und Felix Flores.

## Auszeichnungen
Félix Trinidad senior wurde unter anderem im Jahre 1995 sowie im Jahre 2000 von der Boxing Writers Association of America (BWAA) mit dem Eddie Futch Award jeweils zum "Welttrainer" gewählt.